# Arnaldo Zucchini
Arnaldo Zucchini (Massa, 26 aprile 1920 – 25 agosto 2003) è stato un politico italiano.

## Biografia
Alle politiche del 1968 fu eletto alla Camera col Partito Socialista Italiano di Unità Proletaria, ottenendo 1.824 preferenze (subentrò a Tullio Vecchietti, plurieletto).
Terminò il mandato parlamentare nel 1972.
Successivamente aderì al Partito Comunista Italiano e, infine, al Partito dei Comunisti Italiani, nelle cui liste si candidò in occasione delle elezioni amministrative del 1998 nella provincia di Massa-Carrara.